# Лоншаков, Юрий Иннокентьевич
Юрий Иннокентьевич Лоншаков (1937—2002) — советский учёный-дерматовенеролог, доктор медицинских наук, профессор.
Автор ряда научных работ, включая монографии.

## Биография
Родился 4 сентября 1937 года.
Ученик томского профессора И. С. Бейраха.
Кандидатскую диссертацию на тему «К морфологии и гистохимии кожных осложнений после противооспенных прививок» защитил в 1965 году в Томском медицинском институте. В 1973 году в 1-м Московском медицинском институте им. И. М. Сеченова защитил докторскую диссертацию на тему «Меланогенез и некоторые стороны патогенеза расстройств пигментации кожи».
В 1973—1988 годах профессор Ю. И. Лоншаков заведовал кафедрой дерматовенерологии Воронежского медицинского института, где под его руководством изучались интенсивные методы лечения сифилиса, патогенеза лекарственной болезни, реакции Яриша-Герксгеймера, серорезистентности при сифилисе, злокачественных лимфом. Позже переехал в Екатеринбург, где работал до конца жизни.
Умер 17 мая 2002 года в Екатеринбурге, был похоронен на Широкореченском кладбище города.